# Atletica leggera ai Giochi della XXI Olimpiade - 100 metri piani maschili

Video della Finale

I 100 metri piani hanno fatto parte del programma maschile di atletica leggera ai Giochi della XXI Olimpiade. La competizione si è svolta nei giorni 23-24 luglio 1976 allo Stadio Olimpico (Montréal).

## Presenze ed assenze dei campioni in carica
| Competizione      | Atleta         | Prestazione | Montréal 1976 |
| ----------------- | -------------- | ----------- | ------------- |
| Monaco 1972       | Valerij Borzov | 10”14       | Presente      |
| Commonwealth 1974 | Donald Quarrie | 10”38       | Presente      |
| Europei 1974      | Valerij Borzov | 10”27       | Presente      |
| Asiatici 1974     | Anat Ratanapol | 10”42       | Presente      |
| Panamericani 1975 | Silvio Leonard | 10”15A =    | Presente      |

Il vincitore dei Trials USA è Harvey Glance (10"11).

## La gara
Il migliore sprinter americano, Steve Williams (personale di 9"9, che gli vale un posto nella lista dei record del mondo manuali) si infortuna ai Trials e deve rimanere a casa. Il cubano Silvio Leonard (9"9 nel 1975) ha la sfortuna di tagliarsi la coscia sinistra con un vetro rotto al Villaggio Olimpico. La ferita pregiudica il suo stato di forma: viene eliminato ai Quarti.
Valerij Borzov è venuto a Montréal per bissare il successo di Monaco. Nessun velocista finora è riuscito a confermarsi campione olimpico dei 100 metri. Comincia piano arrivando secondo nella propria batteria di qualificazione, ma anche nei quarti di finale viene battuto dal trinidadiano Crawford. In semifinale arriva l'ennesimo secondo posto, dietro allo statunitense Glance; Hasely Crawford vince l'altra semifinale precedendo il giamaicano Don Quarrie e l'altro statunitense Johnny Jones, mentre il terzo statunitense, Steve Riddick, viene eliminato.
Alla partenza della finale i migliori scattano all'unisono. Crawford e Quarrie corrono appaiati per tutta la gara, ma è il trinidadiano a spuntarla per due soli centesimi di secondo. Borzov chiude al terzo posto con lo stesso tempo (10"14) con cui aveva vinto quattro anni prima.
Nessun atleta USA è salito sul podio: non accadeva dal lontano 1928 ad Amsterdam.

## Risultati

### Turni eliminatori
| 9 Batterie         | 23 luglio | 65 partenti   | Si qualificano i primi 3 più i 5 migliori tempi. |
| 4 Quarti di finale | 23 luglio | 8 + 8 + 8 + 8 | Si qualificano i primi 4.                        |
| 2 Semifinali       | 24 luglio | 8 + 8         | Si qualificano i primi 4.                        |
| Finale             | 24 luglio | 8 concorrenti |                                                  |

### Finale
| Posizione | Atleta              | Nazionalità       | Tempo |
| --------- | ------------------- | ----------------- | ----- |
|           | Hasely Crawford     | Trinidad e Tobago | 10"06 |
|           | Don Quarrie         | Giamaica          | 10"08 |
|           | Valerij Borzov      | Unione Sovietica  | 10"14 |
| 4         | Harvey Glance       | Stati Uniti       | 10"19 |
| 5         | Gay A. Abrahams     | Panama            | 10"25 |
| 6         | Johnny Jones        | Stati Uniti       | 10"27 |
| 7         | Klaus-Dieter Kurrat | Germania Est      | 10"31 |
| 8         | Petar Petrov        | Bulgaria          | 10"35 |